# Passager (transport)
Pour les articles homonymes, voir Passager.

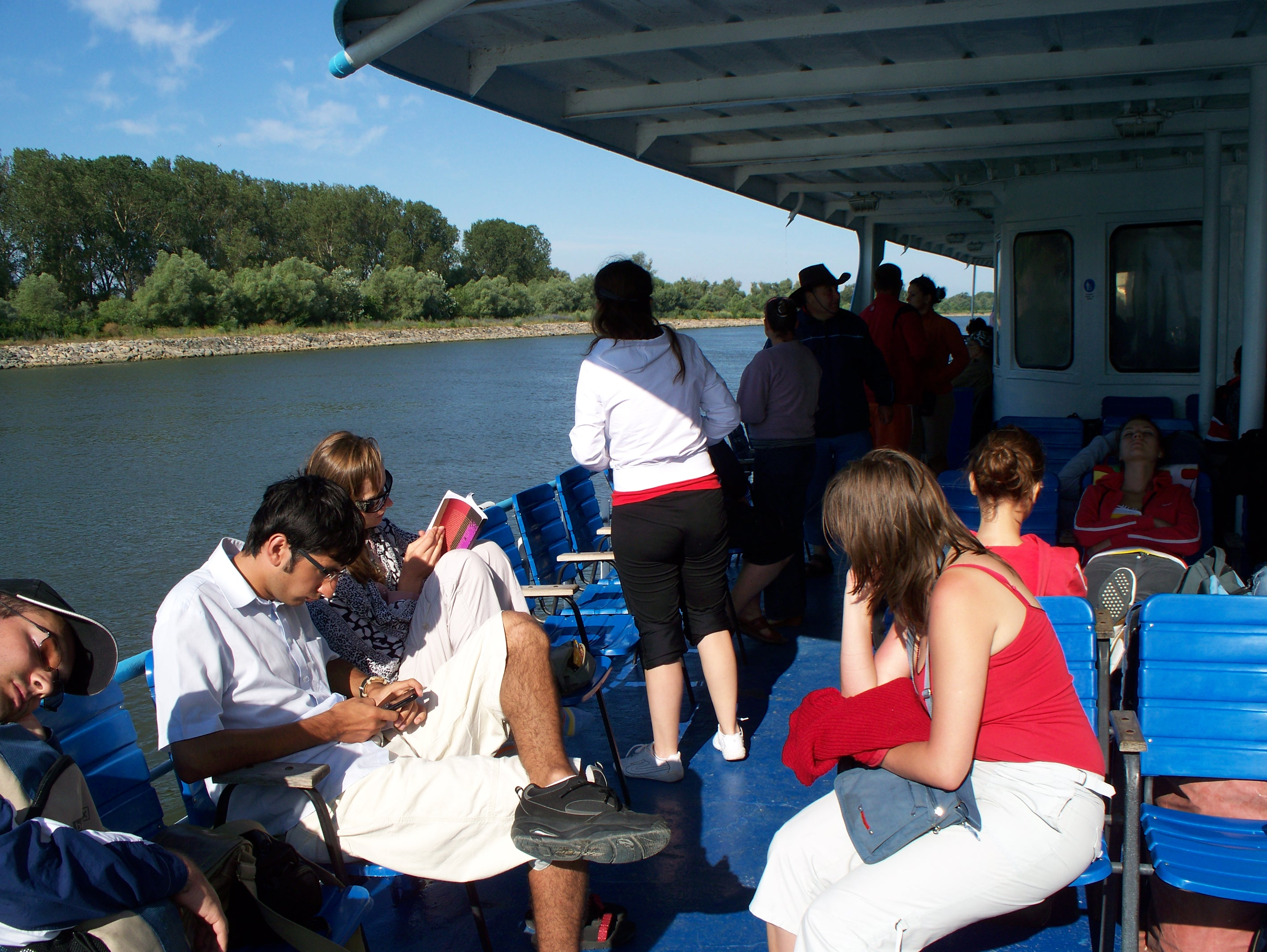
Passagers sur un bateau dans le delta du Danube, 2008

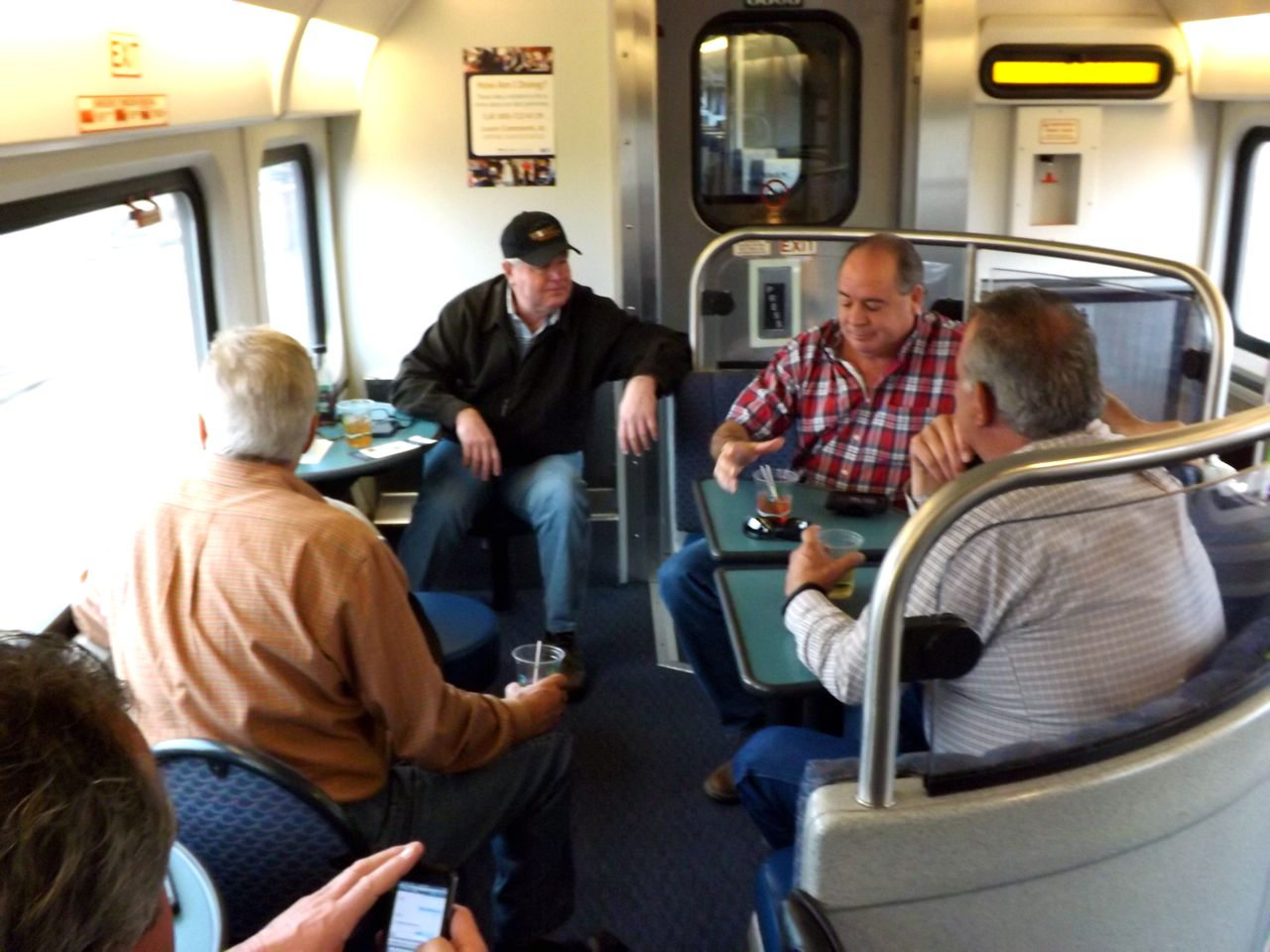
Les passagers dans la voiture-salon d'un train Amtrak San Joaquin Valley, Californie, 2014

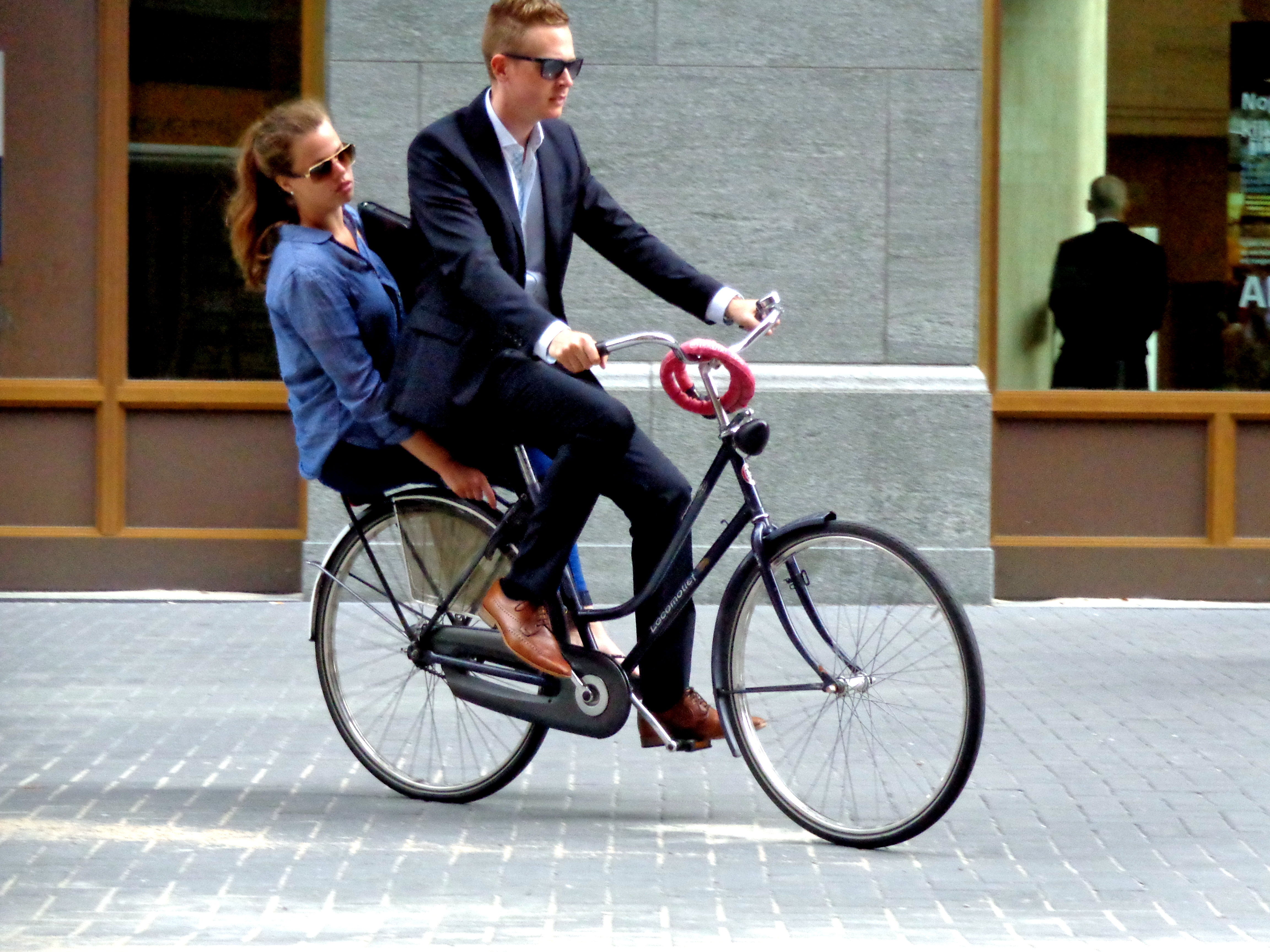
Passager à vélo

Un passager est une personne qui voyage dans un véhicule mais qui n’assume que peu ou pas de responsabilité pour les tâches requises pour que ce véhicule arrive à destination. Les véhicules peuvent être des automobiles, des bicyclettes, des motos, des bus, des trains, des avions de ligne, des navires, des ferry, entre autres.
Les membres d'équipage (le cas échéant), ainsi que le conducteur ou le pilote du véhicule, ne sont généralement pas considérés comme des passagers. Par exemple, un personnel navigant commercial d'une compagnie aérienne n'est pas considéré comme un passager en service et il en va de même pour ceux qui travaillent dans la cuisine ou au restaurant à bord d'un bateau de croisière ainsi que le personnel de nettoyage, mais un employé voyageant dans un véhicule de fonction conduit par une autre personne serait considérée comme un passager, même si la voiture est conduite pour les affaires de l'entreprise.

## Chemin de fer
Dans le langage ferroviaire britannique, le passager, en plus d'être l'utilisateur final d'un service, est également une catégorisation du type de matériel roulant ferroviaire. 

## Sans passagers

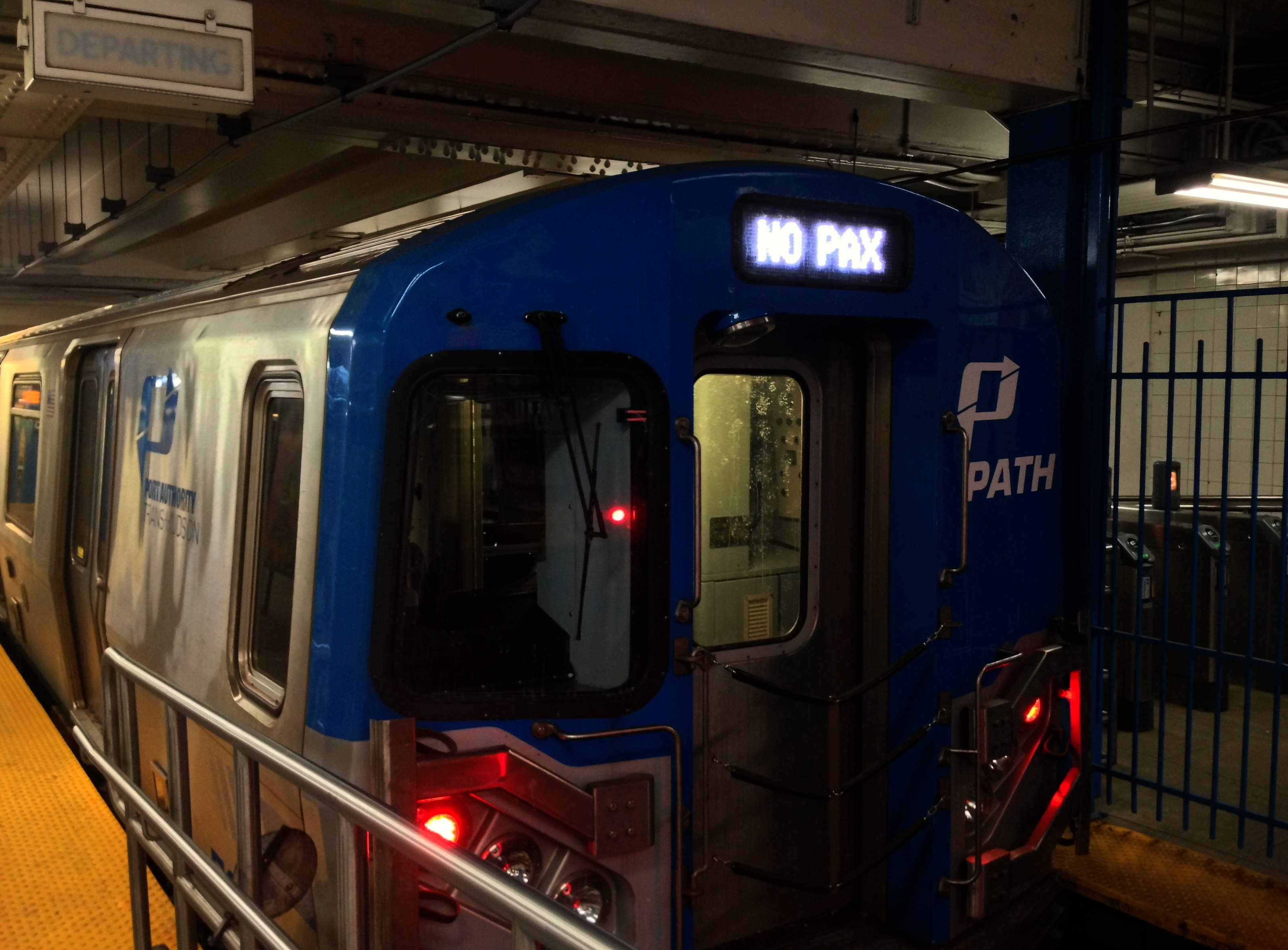
Train PATH avec "NO PAX" sur sa girouette

En transport, un voyage peut être « sans passagers ». Par exemple, les vols de fret sont sans passagers.

## Statut légal
Dans la plupart des juridictions, lois dictent les obligations légales du propriétaire d'un véhicule ou d'un bateau, ou du conducteur ou pilote de celui-ci, envers les passagers. 
De nombreux endroits exigent que les voitures soient équipées de mesures spécifiquement destinées à la protection des passagers, telles que les coussins gonflables de sécurité (« airbag ») côté passager. 
En ce qui concerne les passagers des véhicules commerciaux ou des navires, les lois nationales et les traités internationaux exigent que le transporteur agisse avec une certaine diligence. Le nombre de passagers qu'un véhicule ou un bateau peut légalement transporter est défini comme sa capacité en sièges.